# Falugrafikerna

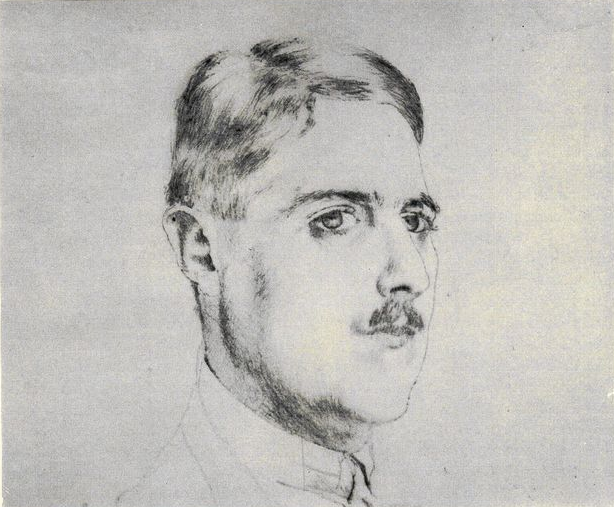
Stig Borglind 1922 - torrnål av Axel Fridell

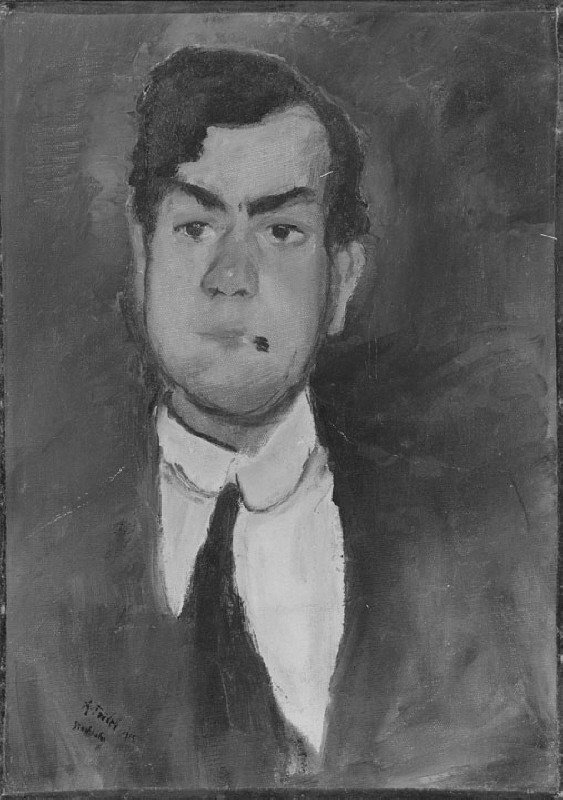
Bertil Bull-Hedlund 1915 - Olja på pannå av Axel Fridell

Falugrafikerna var en grupp grafiker från Falun eller dess närområde, bestående av de fem konstnärerna Stig Borglind, Bertil Bull Hedlund, Hans Norsbo, David Tägtström och Helge Zandén.
Begreppet Falugrafikerna skapades 1942 då utställningen "Fem Falugrafiker" anordnades av Dalarnas konstförening. Det som förenade gruppen var egentligen endast att de var någorlunda jämnåriga, hade utbildat sig på 1910-talet och framförallt att alla hade anknytning till Falun. De var en grupp individualister med helt olika stilar men som hade grafiken som gemensamt konstnärligt uttrycksmedel. Genom sina verk har de gjort Falun till ett begrepp inom den grafiska konsten.
En vanlig missuppfattning är att Axel Fridell tillhörde gruppen. Han var dock död vid tidpunkten för utställningen som gjorde gruppen med de fem då verksamma falugrafikerna till ett begrepp. De fem levande grafikernas utställning följde efter den minnesutställning som Axel Fridell hedrades med i Stockholm och Falun. Fridell var under sin livstid konstnärskamrat med de fem; han kom från Falun och hade varit studiekamrat med Bertil Bull Hedlund vid Konstakademien.

## Litteratur

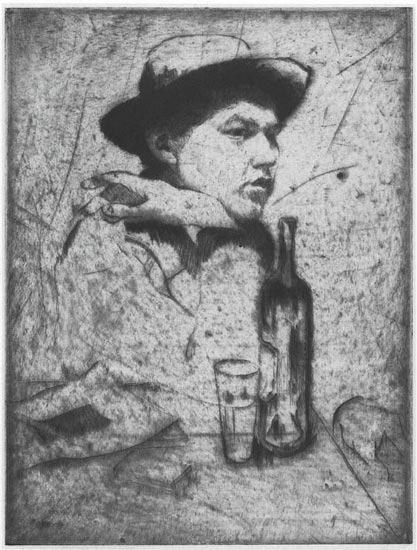
Hans Johansson (Norsbo) 1916 - torrnål av Axel Fridell

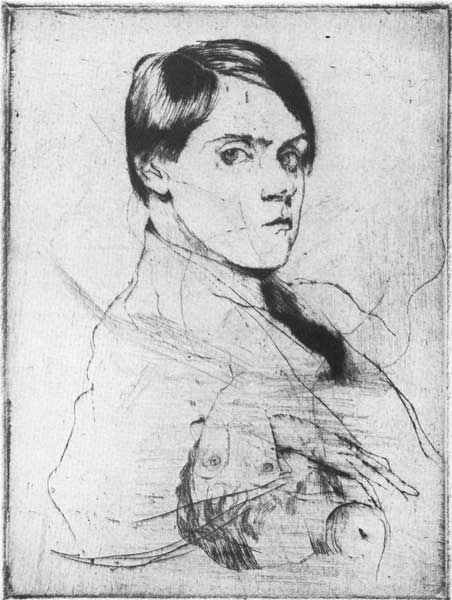
David Tägtström 1917 - torrnål av Axel Fridell

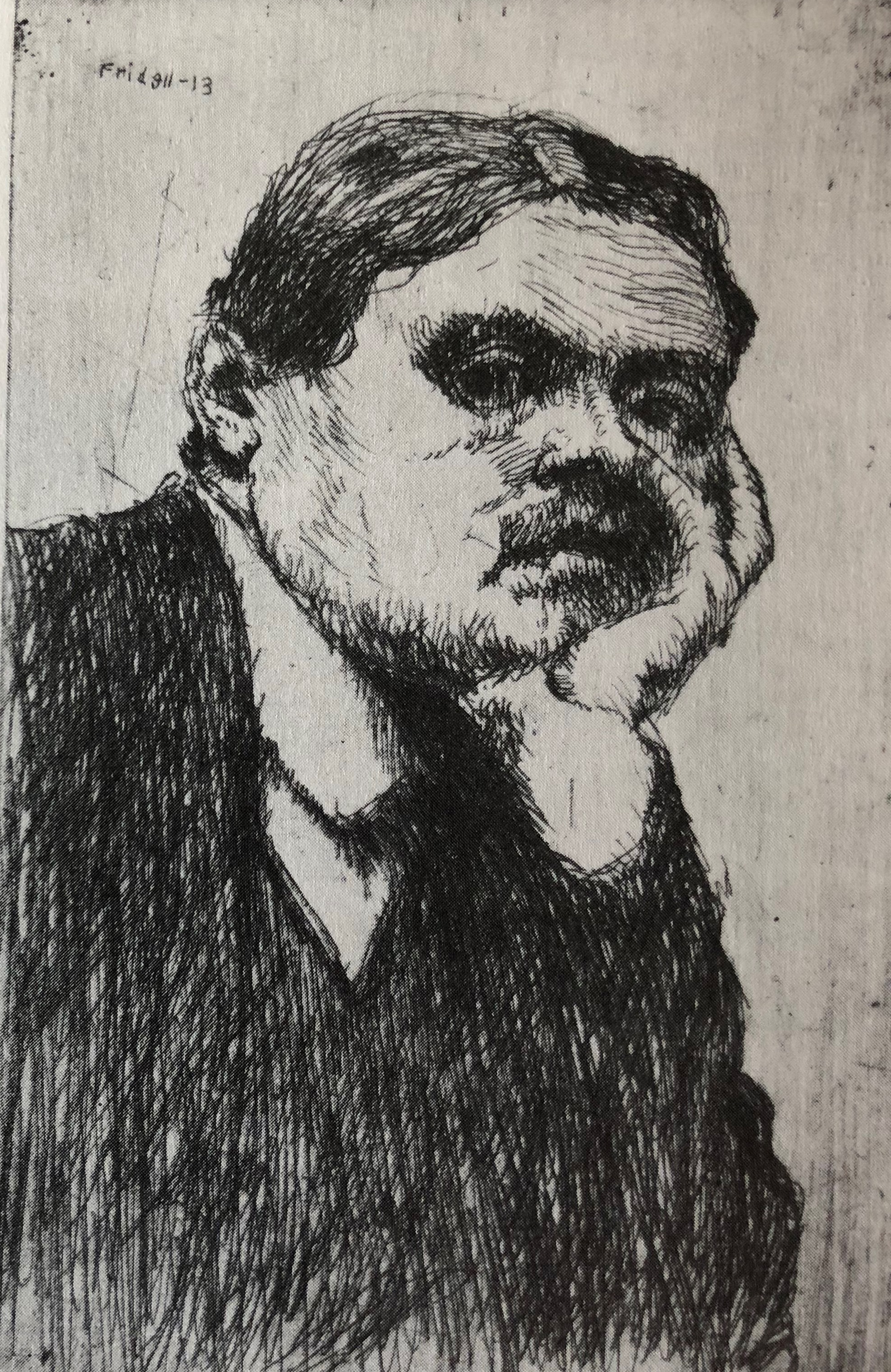
Helge Zandén 1913 - etsning av Axel Fridell